# 惠南工业区
惠南工业区是中华人民共和国福建省泉州市惠安县下辖的一个类似乡级单位，现由泉州台商投资区管辖。

## 行政区划
惠南工业区下辖1个社区：惠南工业区虚拟社区。